# Muhlenbergia eludens
Muhlenbergia eludens là một loài thực vật có hoa trong họ Hòa thảo. Loài này được C.Reeder mô tả khoa học đầu tiên năm 1949.